# Родная Долина
Родная Доли́на — деревня в Москаленском районе Омской области России, административный центр Роднодолинского сельского поселения.
Население — 416 (2010)

## География
Деревня расположена в лесостепи в пределах Ишимской равнины, относящейся к Западно-Сибирской равнине. Реки и озёра в границах деревни отсутствуют. В окрестностях березовые и березово-осиновые колки. Почвы — чернозёмы языковатые обыкновенные и чернозёмы остаточно-карбонатные. Высота центра населённого пункта — 116 метров над уровнем моря.
По автомобильным дорогам расстояние до районного центра посёлка Москаленки — 18 км, до областного центра города Омск — 120 км. Ближайшая железнодорожная станция расположена в посёлке Москаленки.
Климат умеренный континентальный (согласно классификации климатов Кёппена-Гейгера — тип Dfb). Среднегодовая температура положительная и составляет + 1,3° С, средняя температура самого холодного месяца января − 17,5 °C, самого жаркого месяца июля + 19,5° С. Многолетняя норма осадков — 377 мм, наибольшее количество осадков выпадает в июле — 64 мм, наименьшее в марте — 13 мм
Часовой пояс
Родная Долина, как и вся Омская область, находится в часовой зоне МСК+3. Смещение применяемого времени относительно UTC составляет +6:00.

## История
Основана в 1923 году. В 1928 году организован колхоз «Родная Долина», в 1930 году — колхоз «Память Ленина». В 1935 году открыта школа-семилетка.

## Население
| 1926 | 1970 | 1979 | 1989 | 2010 |
| ---- | ---- | ---- | ---- | ---- |
| 42   | ↗272 | ↗275 | ↗456 | ↘416 |

В 1989 году немцы составляли 72 % населения села.

## Инфраструктура
Дом культуры, средняя школа.